# Ferdinand Spitaels
Ferdinand François Emmanuel Spitaels (Geraardsbergen, 28 september 1800 - Elsene, 7 februari 1869) was een Belgisch senator en burgemeester.

## Levensloop
Ferdinand was een zoon van de industrieel, bankier en schepen van Geraardsbergen François Spitaels en van Alexandrine de Clippele. Hij was een broer van senator Prosper Spitaels.
Hij werd industrieel en bankier.
Van 1825 tot 1829 was Spitaels burgemeester van Onkerzele. Van 1846 tot 1848 was hij provincieraadslid voor Henegouwen. In 1848 werd hij verkozen tot liberaal senator voor het arrondissement Charleroi en vervulde dit mandaat tot in 1863.
Hij was verder bestuurder van: 
- Haut Fournaux Marcinelle et Couillet,
- Charbonnages Monceau-Fontaine,
- Bleyberg-Montzen,
- Chemins de fer Pepinster-Spa,
- Cheminsde fer Morialmé-Châtelineau,
- Chemins de fer Charleroi-Louvain,
- Carbonnages Sarslongchamps-Bouvy,
- charbonnages Carabinier,
- Houillères Santa-Anna,
- Chemins de fer Est-belge,
- Compagnie générale maritime.